# Marathonlauf

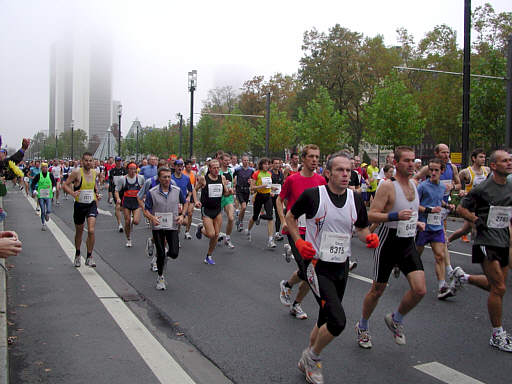
Frankfurt-Marathon 2004

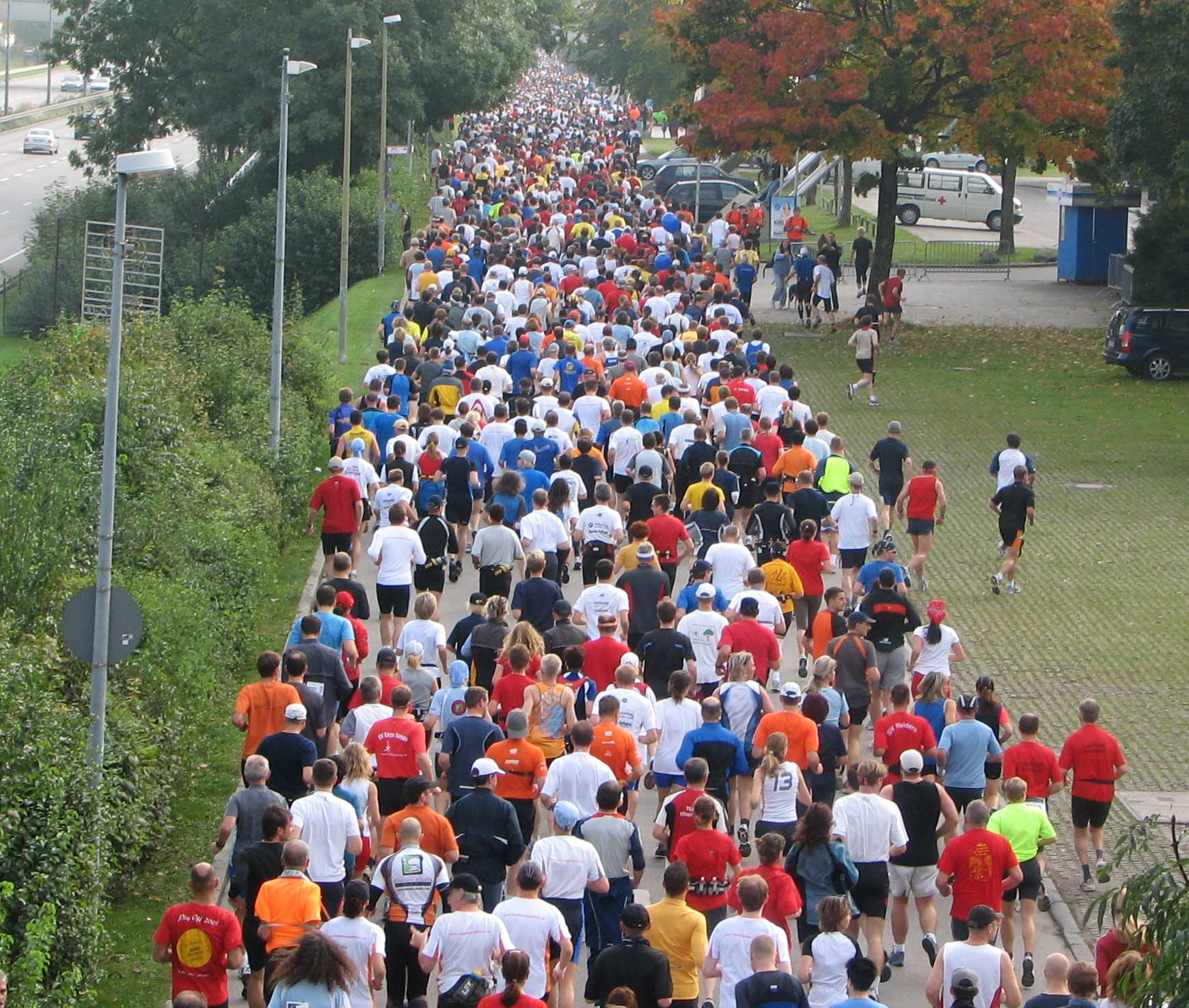
Medienmarathon 2005 in München, Startblock B

Der Marathonlauf (kurz Marathon genannt) ist eine auf Straßen oder Wegen ausgetragene sportliche Laufveranstaltung und zugleich die längste olympische Laufdisziplin in der Leichtathletik, deren Streckenlänge im Jahr 1921 auf 42,195 Kilometer festgelegt wurde. Manche Läufe, insbesondere bei leichtathletischen Jahreshöhepunkten, führen zum Zieleinlauf in ein Stadion, wo abschließend noch etwa eine Runde zu laufen ist.
Bei Olympischen Spielen wird die Marathonstrecke seit 1896 in Athen von den Männern gelaufen – zunächst auf 25 (englische) Meilen, mithin etwa 40,2 Kilometer – und von Frauen seit 1984 in Los Angeles.

## Geschichte

### Ursprung des modernen Marathonlaufs
Der Geschichtsschreiber Herodot berichtet über den griechischen offiziellen Herold (Laufboten, Hemerodromos) Pheidippides, der 490 v. Chr. von Athen in zwei Tagen nach Sparta gelaufen war, um Hilfe im Krieg gegen die Perser zu suchen (vergleiche hierzu Spartathlon). Daraus formten 500 Jahre danach Plutarch und Lukian unter Berufung auf Herakleides Pontikos die Legende, dass ein Läufer sich nach dem Sieg der Athener in der Schlacht von Marathon auf den knapp 40 Kilometer langen Weg nach Athen gemacht habe, wo er nach Verkündung seiner Botschaft νενικήκαμεν (transkribiert: nenikékamen) „Wir haben gesiegt“ tot zusammengebrochen sei.
Bei den ersten Langstreckenläufen der Neuzeit dachte niemand an diese Historie. Als Vergnügen für die Zuschauer und zur Befriedigung ihrer Wettleidenschaft wurden im ausgehenden 18. Jahrhundert die ersten Langstreckenläufe in einer Art sportlichem Wettkampf ausgetragen. In England und den Vereinigten Staaten absolvierten die Pedestrianisten (Fußläufer) Strecken zwischen 20 Meilen (32,18 km) und 30 Meilen (48,27 km). Die Distanzen wurden überwiegend gegen die Uhr gelaufen, selten traten die Läufer gegeneinander an. Der Lauf führte von Meilenstein zu Meilenstein, was eine zuverlässige Zeitnahme garantierte. Beachtliche Zeiten wurden dabei erzielt. Im Jahr 1808 lief ein Mann mit dem Namen Blewet über 24 Meilen (38,62 km) eine Zeit von 2:34 Stunden. Auf die heute gültige Marathondistanz umgerechnet wäre dies eine Zeit von 2:48 Stunden.
Erst mit den Ausgrabungen an historischer Stelle in Marathon, bei denen 1890 ein Hügel mit den Gräbern der gefallenen Athener von der Schlacht von Marathon freigelegt wurde, kam die Legende über Pheidippides wieder in Erinnerung. Der Sprachwissenschaftler Michel Bréal hatte die Idee, den legendären Lauf des Pheidippides im Rahmen der für 1896 geplanten Olympischen Spiele von Athen als Wettkampf aufleben zu lassen. Mit einem Brief teilte er seinem Freund, Baron Pierre de Coubertin, dem Begründer des Internationalen Olympischen Komitees (IOC), seine Idee mit. Der Sieger sollte einen von ihm gestifteten Pokal erhalten.
Der erste Marathonlauf fand drei Wochen vor den Olympischen Spielen, am 22. März 1896 (gregorianischer Kalender) statt, der Lauf diente als Testlauf und gleichzeitig als Griechenland-Meisterschaft und nutzte dieselbe Strecke wie der spätere olympische Marathon, vom Dorf Marathon nach Athen (ca. 40 Kilometer). 11 Läufer nahmen teil, der Sieger war Charilaos Vasilakos. Zwei Wochen später, am 6. April 1896 (dem Eröffnungstag der Olympischen Spiele 1896 in Athen) wurde ein weiterer Test- und Qualifikationslauf mit 38 Läufern ausgetragen, bei dem der Sieger Ioannis Lavrentis eine Zeit von 3:11:27 h erreichte und der spätere Marathonolympiasieger, Spyridon Louis, in 3:18:27 h Fünfter wurde (Spyridon Louis war der ehemalige Laufbursche von Major Papadiamanopoulos, welcher im Vorbereitungskomitee damit betraut wurde, den Langstreckenlauf auszurichten). Der eigentliche olympische Marathon 1896 fand am 10. April 1896 statt. Gewinner war Spyridon Louis, in einer Zeit von 2:58:50 h.
Nach verschiedenen Medienberichten lief beim olympischen Marathon 1896 eine Frau verbotenerweise die komplette Strecke (sie konnte lediglich nicht am Ziel ins Stadion einlaufen) in einer Zeit von 4,5 Stunden; ihr Name wurde mit Melpomene angegeben, ihr richtiger Name war wahrscheinlich Stamata Revithi. Erst seit 1984 ist der Marathonlauf für Frauen eine olympische Disziplin.
Bereits am 1. Juli 1896 wurde der erste Marathon außerhalb Griechenlands gestartet. Er wurde von der Zeitung Le Petit Journal in Paris veranstaltet. Am 20. September gewann John J. McDermott einen Marathonlauf von Stamford nach New York City. In Budapest sowie in Kristiania, dem heutigen Oslo, fanden am 4. Oktober weitere Marathons statt. Eine Tradition begründete jedoch erst der im April 1897 ausgetragene erste Boston-Marathon, der wiederum von John J. McDermott gewonnen wurde. Die Organisation des Laufs übernahm die 1887 gegründete Boston Athletic Association, die mit mehreren Athleten in der US-Delegation in Athen vertreten war.
Der erste deutsche Marathon war ein „40‑km‑Distanzlaufen“ am 5. September 1897. Die Strecke verlief von Paunsdorf (heute ein Stadtteil von Leipzig) nach Bennewitz und wieder nach Paunsdorf zurück. Von 26 gemeldeten Läufern gingen 18 an den Start und 13 erreichten das Ziel. Sieger wurde Theodor Schöffler vom VfB Leipzig in 3:35:31 Stunden. Am 3. Juli 1898 fand auf derselben Strecke erneut ein „40‑km‑Distanzlaufen“ statt. Alle 13 Läufer erreichten das Ziel, erster wurde Arthur Techtow vom B.F.V. Arminia-Urania zu Berlin in 3:19:50 mit fast 15 Minuten Vorsprung. Lange Zeit hielt man diesen Lauf für den ersten in Deutschland ausgerichteten Marathon; erst 1998, anlässlich des vermeintlichen 100-jährigen Leipziger Marathon-Jubiläums, wurde man auf den im Vorjahr veranstalteten Lauf aufmerksam.

### Entwicklung der Laufdistanz
| Jahr      | Streckenlänge | Streckenlänge |
| Jahr      | Kilometer     | Meilen        |
| --------- | ------------- | ------------- |
| 1896      | 40            | 24,85         |
| 1900      | 40,26         | 25,02         |
| 1904      | 40            | 24,85         |
| 1906      | 41,86         | 26,01         |
| 1908      | 42,195        | 26,22         |
| 1912      | 40,2          | 24,98         |
| 1920      | 42,75         | 26,56         |
| seit 1924 | 42,195        | 26,22         |

Im offiziellen Bulletin der Olympischen Spiele 1896 wurde die Laufstrecke von Marathon nach Athen mit exakt 40 Kilometer ausgeschrieben. Der heutige Erkenntnisstand besagt, dass dies jedoch vermutlich nicht mit der vom legendären Boten zurückgelegten Distanz übereinstimmt. Während der Läufer aus der Legende wohl den kürzesten Weg über das Pentelikon-Gebirge genommen und dabei höchstens 34 Kilometer zurückgelegt hätte, nahmen die Läufer bei den Olympischen Spielen den Straßenverlauf am Meer entlang und um das Gebirge herum.
Für die folgenden Olympischen Spiele war es dem IOC nicht wichtig, den Marathonlauf an eine bestimmte Distanz zu knüpfen, da die Läufer im direkten Kampf gegeneinander antraten. Die Länge des ersten olympischen Marathonlaufs 1896 diente zwar als Richtschnur, aber es war den Veranstaltern überlassen, die Distanz den örtlichen Verhältnissen anzupassen.
Bei den Olympischen Spielen 1908 in London betrug die Strecke gemäß einem Vermessungsprotokoll exakt 26 Meilen 385 Yards, was umgerechnet 42,195 km entsprach. Es gibt viele Erklärungen, wie es zu dieser Distanz kam. Das Vermessungsprotokoll gibt Auskunft. Ausgangspunkt der Vermessung war das neu erbaute Olympiastadion im Londoner Stadtteil Shepherd’s Bush. Der Start sollte beim Schloss Windsor erfolgen. Nachdem man 25 Meilen (40,23 km), die bislang übliche Distanz eines Marathonlaufs, ausgemessen hatte, war man noch immer eine Meile vom Schloss Windsor entfernt. An der Ostterrasse des Schlosses Windsor hatte man schließlich 26 Meilen vermessen. Es fehlte aber noch das Stück vom Stadionmesspunkt bis vor die königliche Loge, also mussten noch einmal 385 Yards der Distanz hinzugefügt werden. Aus diesem Grund sollen noch heute angelsächsische Marathonläufer auf dem letzten Kilometer ein God Save the King ausstoßen.
Den dramatischen Ausgang im olympischen Marathon 1908 zwischen Dorando Pietri und John Hayes, bei dem Pietri nach mehrmaligen Stürzen kurz vor dem Ziel schließlich von Offiziellen über die Ziellinie geschoben und deshalb disqualifiziert wurde, nutzte man nach den Spielen dazu, in den Vereinigten Staaten eine Reihe von Revanchekämpfen zwischen den beiden zu organisieren. Natürlich sollten die Bedingungen gleich sein, so dass man die Distanz stets auf eine Länge von 42,195 km festlegte. Neben Pietri, der im Jahr 1909 an acht Marathonläufen teilnahm, beteiligten sich an den Wettkämpfen schließlich immer mehr Läufer, die bald wie ein Wanderzirkus durch die Lande und schließlich durch die Welt zogen. Meistens wurden die Läufe in einer Halle, wie etwa im Madison Square Garden, ausgetragen, wo man 262 Runden zu absolvieren hatte.
Trotz der inzwischen fast schon obligatorischen Distanz von 42,195 Kilometern bei den vielen professionellen Wettkämpfen sah das Internationale Olympische Komitee (IOC) es nicht für notwendig an, die Distanz für den Marathon bei den Olympischen Spielen 1912 in Stockholm und auch noch bei den Olympischen Spielen 1920 in Antwerpen auf eine bestimmte Streckenlänge festzulegen. Erst 1921 hat der internationale Verband für Leichtathletik IAAF die Distanz von 42,195 Kilometern als offizielle Streckenlänge für einen Marathonlauf festgelegt.

## Erfolgreichste Sportler

### International
- zwei Olympiasiege:
  -  Abebe Bikila, 1960 und 1964
  -  Waldemar Cierpinski, 1976 und 1980
  -  Eliud Kipchoge, 2016 und 2021
- zwei Weltmeistertitel:
  -  Abel Antón, 1997 und 1999
  -  Jaouad Gharib, 2003 und 2005
  -  Edna Kiplagat, 2011 und 2013
  -  Abel Kirui, 2009 und 2011
  -  Catherine Ndereba, 2003 und 2007

### Deutschland
Medaillengewinner bei internationalen Höhepunkten:
- Waldemar Cierpinski, startend für die Deutsche Demokratische Republik, Olympiasieger 1976 und 1980; Weltmeisterschaftsdritter 1983
- Eckhard Lesse, startend für die Deutsche Demokratische Republik, Europameisterschaftszweiter 1974
- Katrin Dörre, bis 1990 startend für die Deutsche Demokratische Republik, Olympiadritte 1988, Weltmeisterschaftsdritte 1991
- Stephan Freigang, Olympiadritter 1992
- Herbert Steffny, bis 1990 startend für die Bundesrepublik Deutschland, Europameisterschaftsdritter 1986
- Ulrike Maisch, Europameisterin 2006
- Richard Ringer, Europameister 2022

### Österreich
- Julia Mayer, österreichischer Rekord, Wien 2023, 2:30:42
- Aaron Gruen, österreichischer Rekord, Congers 2025, 2:09:53
- Roman Weger, Staatsmeister im Marathon (2001, 2004, 2006, 2010 und 2013) sowie Halbmarathon (2000, 2001, 2002 und 2006)

### Schweiz
- Franziska Rochat-Moser, Siegerin New-York-City-Marathon 1997, Frankfurt-Marathon 1994 und Lausanne-Marathon 1993; Zweite Boston-Marathon 1999 mit damaligem Schweizer Rekord in 2:25:51 h; Weltmeisterschaftsachte 1997
- Daniel Böltz, Zweiter beim Los-Angeles-Marathon 1991 mit damaligem Schweizer Rekord in 2:11:10 h
- Viktor Röthlin, Europameisterschaftszweiter 2006; Siebter New-York-City-Marathon 2005; Elfter New-York-City-Marathon 2007; Sieger Zürich-Marathon 2004 und 2007; Weltmeisterschaftsdritter 2007 in Osaka; Sieger Tokyo-Marathon 2008 mit damaligem Schweizer Rekord in 2:07:23 h; Sechster Olympische Spiele 2008, Europameister 2010.
- Tadesse Abraham, Sieger am Zürich-Marathon 2022 mit damaligem Schweizer Rekord in 2:06:38 h. Hält seit dem 1. Dezember 2024 den Schweizer Rekord in 2:04:40 h, erzielt am Valencia-Marathon.
- Maja Neuenschwander, Siegerin des Vienna City Marathons 2015 in 2:30:09 h, Zweite beim Hamburg-Marathon 2013 in 2:30:50 h. Persönliche Bestzeit am Berlin-Marathon 2021 in 2:26:49 h
- Fabienne Schlumpf, Schweizer Rekordhalterin (2:24:30, Valencia 2023).

## Marathon als Spitzensport

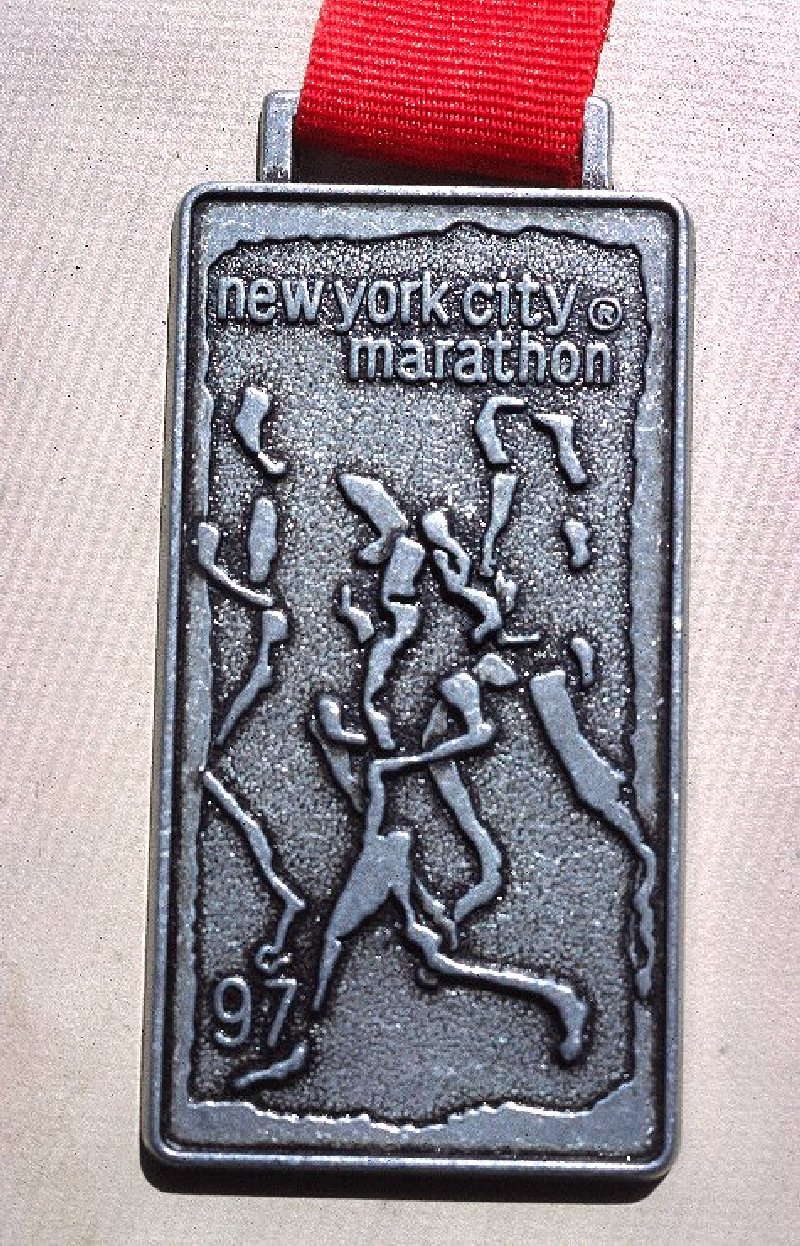
Teilnehmermedaille des New-York-Marathons 1997

Einige Veranstalter der weltweit größten und angesehensten Marathons schreiben jährlich für Eliteläufer die World-Marathon-Majors-Serie aus. Eine solche Serie geht über die Dauer von einem Jahr (bis 2015: zwei Jahre). In die Wertung fließen die Läufe in Tokio, Boston, London, Berlin, Chicago und New York sowie gegebenenfalls der Marathon bei den Leichtathletik-Weltmeisterschaften oder der Marathon bei den Olympischen Spielen ein. Dabei erhalten die jeweils besten fünf Männer und Frauen nach einem einfachen System Punkte. Das Preisgeld von 1,1 Million US-Dollar wird nach dem letzten Lauf auf die erfolgreichsten Athleten aufgeteilt (Stand: 2017). Seit 2016 gibt es parallel dazu einen Bewerb für Rollstuhlmarathon mit einem separaten Preisgeld in Höhe von 100.000 Dollar.
Weitere Großveranstaltungen finden jährlich in Honolulu, Los Angeles, Paris, Seoul, Peking, Wien und Hamburg statt.

### Regeln nach World Athletics
Der Leichtathletikweltverband World Athletics regelt alle Langstreckenläufe, die auf der Straße abgehalten werden, in einer gemeinsamen Norm. Die Regel 240 lautet, für Marathonläufe, zusammengefasst:
- Die Rennstrecke muss über asphaltierte oder betonierte Straßen führen (engl. „made-up road“). Wenn notwendig, wird ein Rad- oder Fußweg entlang der Straße benutzt. Segmente aus Gras oder unbefestigten Wegen sind erlaubt, aber müssen auf ein Minimum reduziert werden. Die Strecke muss für den motorisierten Verkehr gesperrt sein.
- Die Strecke wird entlang des kürzestmöglichen Pfades (d. h. Kurveninnenseite) gemessen. Die von World Athletics zugelassenen Prüfer vermessen die Strecke mit einem Fahrrad und einem Jones-Counter. Wegen der geforderten Toleranz von mindestens einem Promille ist eine Marathonstrecke stets geringfügig länger als 42,195 km.
- Erfrischungen:
  - Am Start, am Ziel und etwa alle fünf Kilometer müssen durch den Organisator Wasser und andere Erfrischungen angeboten werden. Die Athleten dürfen ihre eigenen Getränke benutzen, falls sie im Vorfeld angeben, an welchen Erfrischungsstationen sie gelagert werden sollen. Die Annahme von Erfrischungen an anderen Orten ist erlaubt, falls medizinische Gründe vorliegen.
  - Erfrischungsstationen dürfen nicht am kürzesten Pfad liegen. Wer als Helfer eine Erfrischung übergibt, darf währenddessen weder gehen noch laufen oder fahren.
  - Wasser und andere Erfrischungen dürfen vom Athleten mitgeführt werden, wenn er sie seit dem Start trägt oder wenn er sie bei einer offiziellen Erfrischungsstation aufgenommen hat. Ein Athlet darf seine mitgeführten Erfrischungen jederzeit einem anderen Läufer übergeben. Eine ständige Unterstützung anderer Läufer ist jedoch verboten.
- Läufer dürfen, unter Aufsicht, die Strecke verlassen, falls die Laufdistanz dabei nicht verkürzt wird.

Weiter die Regeln 143 und 144:
- Laufschuhe müssen allgemein verfügbar sein. Modelle, die nur bestimmten Athleten zugänglich sind, sind verboten. Nach einer Entscheidung von World Athletics sind ab dem 30. April 2020 Schuhe mit einer mehr als 40 mm dicken Sohle oder mit mehr als einer festen, eingebetteten Platte verboten. Gleichzeitig wurde entschieden, dass nur Schuhe, die mindestens vier Monate lang öffentlich verkauft wurden, zulässig sind.[6]
- Schrittmacher müssen vom Start an am Rennen teilnehmen. Sie dürfen, wenn sie überrundet wurden, nicht mehr als Schrittmacher dienen. Technische Geräte, welche die Funktion des Schrittmachers übernehmen, sind verboten.
- Elektronische Geräte (wie Mobiltelefone oder MP3-Player) sind verboten.
- Geräte, welche die Herzfrequenz, Schrittlänge, Pace oder ähnliche Daten anzeigen, sind erlaubt, falls sie vom Läufer selbst getragen werden und keine Daten an andere Personen übermitteln.

Für die Anerkennung von Weltrekorden gelten zusätzliche Regeln. So darf die Luftlinien-Distanz zwischen Start und Ziel höchstens 50 % der Laufdistanz betragen, um den Einfluss durch günstige Windverhältnisse auszugleichen. So beträgt die Luftlinie Start-Ziel beim New-York-City-Marathon 19,5 km, was knapp unter dem Limit ist. Ebenso darf das durchschnittliche Gefälle von Start bis zum Ziel höchstens ein Promille der Laufdistanz betragen – darum zählt der Boston Marathon mit 146 Höhenmetern Abstieg nicht zu den Weltrekord-tauglichen Strecken. Eine Rundstrecke mit Start und Ziel am selben Ort (z. B. Berlin-Marathon) erfüllt jedoch beide Bedingungen. Dass World Athletics erst seit 2004 Marathon-Weltrekorde registriert, liegt maßgeblich daran, dass erst spät eine weltweit gültige Vorschrift zur Vermessung der Rennstrecken beschlossen wurde.

## Marathon als Breitensport
Beginnend in den 1970er-Jahren (mit Aktionen wie „Trimm Dich!“ und „Laufen ohne zu Schnaufen“ des DSB) und dann im Zuge des allgemeinen Fitnesstrends hat sich der Laufsport und parallel der Marathonlauf als Breitensport etabliert.
1979 wurde die Zahl der deutschen Marathonläufer auf 10.000 geschätzt und es fanden rund 50 Marathonläufe in Deutschland statt. 2005 wurden in Deutschland 153 Marathonveranstaltungen angeboten und der harte Kern der Marathonläufer wird vom Deutschen Leichtathletik-Verband auf rund 100.000 Aktive geschätzt. Das sind dennoch weniger als ein Prozent aller Laufsportler.
2004 fanden in Europa 73 Marathonläufe mit mehr als 1000 Teilnehmern pro Lauf statt, davon 20 in Deutschland. In den Jahren zuvor gab es 65 (im Jahr 2003) bzw. 60 (im Jahr 2002) mit jeweils 18 Läufen in Deutschland. Im Jahr 2024 nahmen 64.243 Läufer an Marathons in Deutschland teil.

### Größte Veranstaltungen in deutschsprachigen Ländern

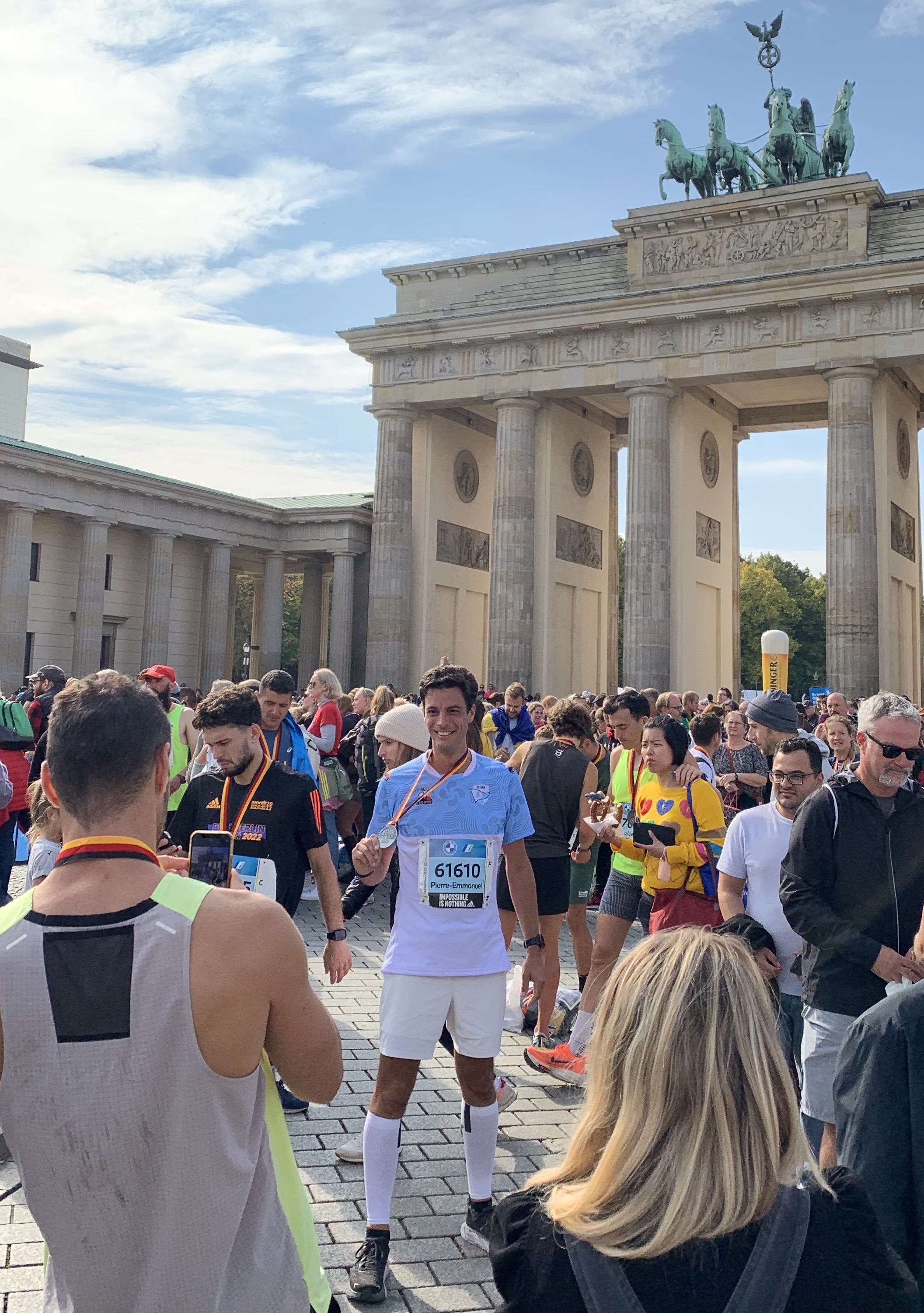
Teilnehmer des Berlin-Marathons

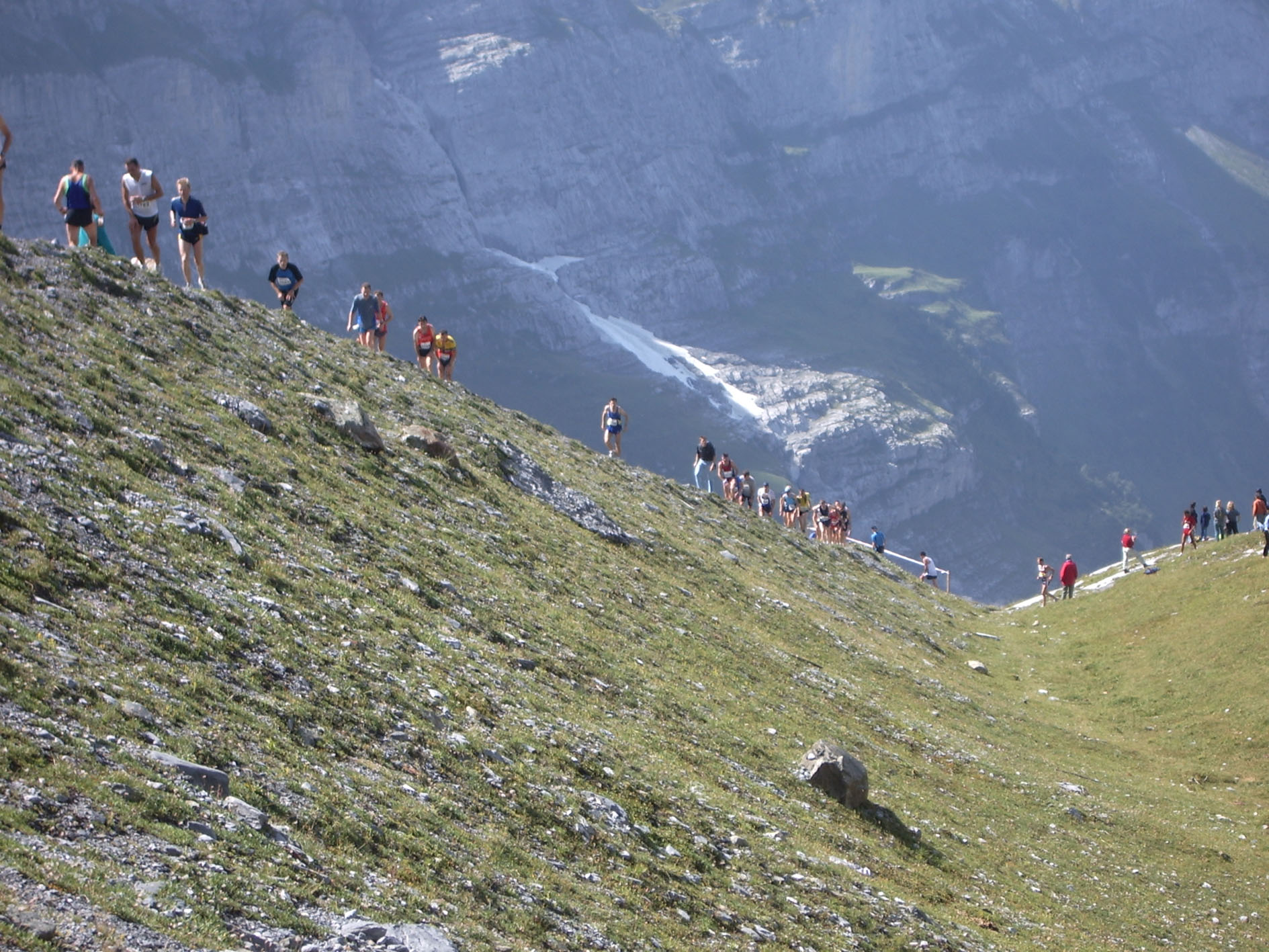
Jungfrau-Marathon in der Schweiz auf knapp 2100 Meter Höhe. (Der höchste Punkt wird bei Kilometer 41 auf 2.205 m erreicht.)

Deutschland
| Veranstaltung      | Finisher | Jahr |
| ------------------ | -------- | ---- |
| Berlin-Marathon    | 54.116   | 2024 |
| Hamburg-Marathon   | 11.233   | 2024 |
| Frankfurt-Marathon | 10.257   | 2024 |
| Köln-Marathon      | 5.616    | 2024 |
| München-Marathon   | 5.013    | 2024 |
| Rennsteiglauf      | 2.400    | 2024 |

Österreich
| Veranstaltung        | Finisher | Jahr |
| -------------------- | -------- | ---- |
| Vienna City Marathon | 5.700    | 2019 |
| Linz-Marathon        | 1.000    | 2019 |
| Salzburg-Marathon    | 700      | 2019 |
| Graz-Marathon        | 500      | 2019 |

Schweiz
| Veranstaltung                        | Finisher | Jahr |
| ------------------------------------ | -------- | ---- |
| Jungfrau-Marathon                    | 3.700    | 2019 |
| Zürich-Marathon                      | 2.300    | 2019 |
| Genf-Marathon                        | 1.800    | 2017 |
| Lausanne-Marathon                    | 1.200    | 2019 |
| Swiss City Marathon Lucerne (Luzern) | 1.000    | 2019 |

### Läufe weltweit mit mehr als 30.000 Finishern
Folgende Läufe hatten in ihrer Geschichte schon mindestens einmal mehr als 30.000 Finisher:
| Lauf                   | Finisher-Rekord | Finisher-Rekord | Finisher (letzte Ausgabe) | Finisher (letzte Ausgabe) |
| Lauf                   | Jahr            | Finisher        | Jahr                      | Finisher                  |
| ---------------------- | --------------- | --------------- | ------------------------- | ------------------------- |
| Berlin-Marathon        | 2024            | 54.280          | 2024                      | 54.280                    |
| New-York-City-Marathon | 2019            | 53.517          | 2022                      | 47.743                    |
| Paris-Marathon         | 2023            | 51.100          | 2023                      | 51.100                    |
| Chicago-Marathon       | 2019            | 45.956          | 2022                      | 39.345                    |
| London-Marathon        | 2019            | 42.485          | 2022                      | 40.621                    |
| Boston-Marathon        | 1996            | 35.868          | 2023                      | 26.596                    |
| Tokio-Marathon         | 2019            | 35.460          | 2022                      | 18.408                    |

## Abstimmung von Training und Wettkampf

### Training
Wie auch bei allen anderen Laufstrecken hat sich das Training über die Jahrzehnte verändert. Während die Pedestrians im 19. Jahrhundert, falls erforderlich, auch 200 km am Tag liefen, wurde das Training nach dem Ersten Weltkrieg kürzer und schneller. Mit Woldemar Gerschler und Herbert Reindell zog das Intervalltraining ein (Emil Zátopek lief 50 × 400 m mit 200 m Trabpause), ehe Arthur Lydiard und Ernst van Aaken mit einem modernen Training heutiger Prägung begannen.
Viele Trainer sind der Ansicht, dass das wichtigste Element im Marathontraining neben dem langsamen Laufen langer Strecken ein Intervalltraining ist, um die Ausdauerhärte auszubilden. Freizeitläufer versuchen zum Beispiel während des Trainings eine maximale Einzelstrecke von 30 km und ein wöchentliches Pensum von 60 km zu erreichen. Dabei wird den langsamen Läufern häufig geraten, aus orthopädischen Gründen den langen Dauerlauf nach etwa drei Stunden zu beenden und die Streckenlänge erst mit höherer Leistungsfähigkeit auszubauen. Fortgeschrittene Marathonläufer laufen auch längere Strecken und mehr Kilometer pro Woche. Im Spitzenbereich sind 200 km und mehr keine Seltenheit. Neben den langen langsamen Läufen spielt in vielen Trainingsplänen erfolgreicher Trainer auch das Intervalltraining eine entscheidende Rolle, allerdings mit einem sehr geringen Anteil an der Gesamtkilometerleistung des Trainings (5 bis 10 %).
Ein Trainingsplan gestaltet eine Zeitspanne von fünf oder sechs Monaten, wobei die geplanten Streckenlängen nach und nach alle zwei Wochen zunehmen. Die oft propagierten 10 bis 12 Wochenpläne sind nur das Aufbautraining für schon vorher geleistete Trainingsarbeit. Ein Läufer sollte mindestens ein Jahr, besser noch zwei Jahre regelmäßig gelaufen sein, bevor er sich an einem Marathon versucht. Wettkampferfahrungen auf Unterdistanzen, die in der Regel zwischen 5000 m und 25 km, seltener auch 30 km liegen, sind wünschens- und empfehlenswert. Während des Marathontrainings ist es wichtig, dem Körper ausreichend Zeit zur Erholung zu geben. Laufen während einer Erkältung oder bei Fieber kann ernsthafte Erkrankungen (z. B. Myokarditis) nach sich ziehen.

### Rennvorbereitungen

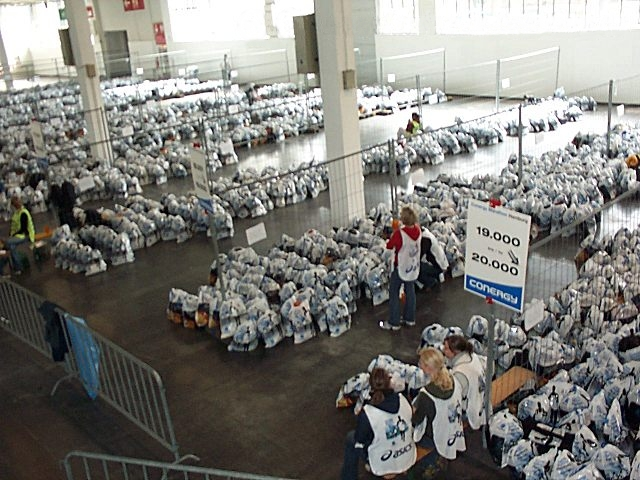
Hinter den Kulissen: Kleiderbeutelablage beim Hamburg-Marathon 2006 während des Rennens

Während der letzten zwei oder drei Wochen vor einem Marathonlauf reduzieren die Läufer üblicherweise ihr wöchentliches Pensum (typischerweise auf bis zu 50 bis 75 % der Maximalstrecke) und pausieren im Freizeitbereich manchmal mindestens zwei Tage lang völlig, damit sich der Körper vor der harten Belastung des Marathons noch einmal erholen kann. Diese Trainingsphase wird auch mit dem englischen Begriff „Tapering“ („Reduzierung“) bezeichnet. Viele Marathonläufer nehmen auch in der Woche vor dem Marathon vermehrt Kohlenhydrate zu sich (sogenanntes „Carboloading“), damit der Körper mehr Glykogen aufnehmen kann. Dem gleichen Zweck dienen die von vielen Veranstaltern angebotenen Pastapartys am Tag vor dem Marathonlauf, bei denen den Teilnehmern vorwiegend kohlenhydratreiche Gerichte angeboten werden.
Direkt vor dem Rennen verzichten viele Läufer darauf, festes Essen zu sich zu nehmen, um Verdauungsprobleme zu vermeiden. Weiterhin wird darauf geachtet, genug zu trinken, und die Toilette wird noch einmal aufgesucht. Leichte Streckübungen vor dem Rennen helfen, die Muskeln locker zu machen. Um bei großen Starterfeldern und besonders in der kalten Jahreszeit eine Auskühlung vor dem Start zu vermeiden, verwenden viele Marathonläufer aufgeschnittene Müllbeutel als Bekleidung („Ponchos“), derer sie sich kurz vor dem Start entledigen.

### Während des Rennens

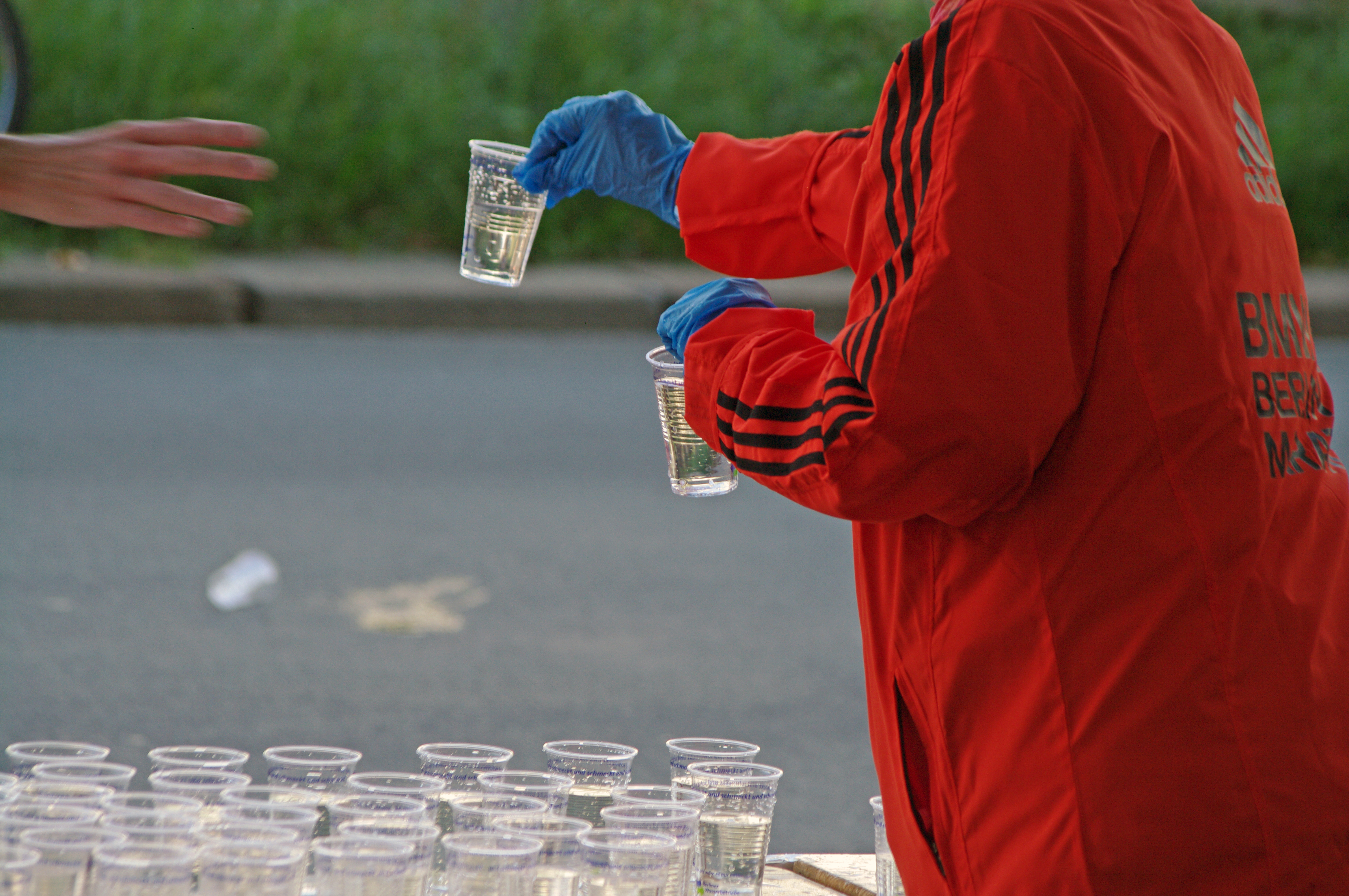
Wasserausgabe beim Marathon

Trainer empfehlen, während eines Marathonlaufs ein möglichst gleichmäßiges Tempo zu halten. Es gibt aber auch Empfehlungen, die Strecke in Phasen aufzuteilen. Es beginnt mit einer Anfangsphase, in der ein Tempo gehalten wird, das unter der angestrebten Durchschnittsgeschwindigkeit liegt. Dann folgt ein Mittelteil, in dem die angestrebte Durchschnittsgeschwindigkeit gehalten wird. Im Endteil wird die Geschwindigkeit nochmals erhöht. Dies entspricht auch der allgemein gültigen Empfehlung, einen Marathon langsam anzugehen. Paul Tergat gelang es bei seiner Weltbestzeit im Jahr 2003 im Rahmen des Berlin-Marathons sogar, die zweite Hälfte gut eine Minute schneller zu absolvieren als die erste.
Isotonische Getränke werden oft entlang der Strecke angeboten. Zu viel reines Wasser kann zu Salzverlusten führen und bei starkem Schwitzen gesundheitsbedrohend sein (Hyperhydration). Deshalb wird an den Versorgungsstellen normalerweise auch Wasser angeboten, das in isotonischer Konzentration mit Kochsalz versetzt ist. Bei nicht allzu hohen Außentemperaturen ist der Schweißverlust geringer, trotzdem wird Trinken während des Marathonlaufs empfohlen. Kohlenhydrat-Gele sind eine gute Energiequelle, aber sie sollten beim Verzehr mit Wasser verdünnt werden, da sie sonst zu Übelkeit und Erbrechen führen können. Die Menge und Art der Getränke und Kohlenhydrate, die während des Laufs vom Körper aufgenommen werden können, hängt sehr stark von der Laufgeschwindigkeit ab. Je schneller der Lauf absolviert wird, desto weniger Blut fließt durch den Verdauungstrakt. Der Körper kann kaum noch Kohlenhydrate oder Wasser aufnehmen. Diese werden zur Belastung und führen leicht zu Übelkeit und Erbrechen.
Typischerweise gibt es eine zulässige Höchstzeit, nach deren Ablauf die Strecke zumeist durch den Besenwagen geschlossen wird. Je nach Zielgruppe und Art der Veranstaltung beträgt die Höchstzeit fünf Stunden und dreißig Minuten oder deutlich mehr. Insbesondere bei den großen und bedeutenden Jedermannmarathonen in den Großstädten bleibt die Strecke wesentlich länger offen. Wenn man sich ein zeitliches Ziel steckt, ist es einfacher, ein regelmäßiges Tempo zu halten. Hier ist es für Laufanfänger günstig, sich eine Tempotabelle (und Uhr) auf die Strecke mitzunehmen.

## Gesundheitliche Aspekte
Muskelschmerzen nach dem Lauf sind normal. Dieser Schmerz, der oft fälschlich als „Muskelkater“ empfunden wird, aber mit einem solchen einhergehen kann (Laufen beinhaltet kurze, exzentrische Muskelkontraktionen), kann bis zu einer Woche anhalten. Eine komplette Erholung vom Marathonlauf benötigt aber eine wesentlich längere Zeit. Trainer rechnen je nach Rennverlauf, äußeren Bedingungen und Trainingszustand mit mindestens zwei Wochen bis hin zu zwei Monaten bis zur vollständigen physischen wie psychischen Regeneration, die für den Wiederaufbau für ein neues Rennen wichtig sind. Aus diesen Gründen laufen erfolgreiche Athleten nur selten mehr als zwei Marathons im Jahr.
Wie bei fast allen Sportarten, die auch als Breitensportart betrieben werden, überwiegen die gesundheitlichen Vorteile des Marathonlauftrainings gegenüber etwaigen Risiken während des Wettkampfes bei weitem. Ein Problem stellt allerdings das kontinuierlich steigende Durchschnittsalter der Läufer bei großen Veranstaltungen wie dem New-York-City-Marathon dar. Trotz beeindruckender Leistungen treten bei älteren Marathonläufern Probleme des Bewegungsapparates sowohl in der Trainingsphase als auch im Wettkampf gehäuft auf, zum anderen steigt in dieser Altersgruppe aber auch das allgemeine Risiko von Herzerkrankungen an. Das Risiko, während eines Marathons einen plötzlichen Herztod zu erleiden, ist verschwindend gering und liegt zwischen 5:1.000.000 und 8:1.000.000 Teilnehmern. Dennoch empfiehlt der Deutsche Sportärztebund Sportanfängern und Wiedereinsteigern, insbesondere bei Vorliegen von Vorerkrankungen, Beschwerden oder Risikofaktoren eine Gesundheitsprüfung durchführen zu lassen. Andere akute gesundheitliche Probleme, die während des Laufs auftreten können, sind Elektrolytstörungen (insbesondere die Hyponatriämie) und der Hitzschlag. Das erhöhte Hautkrebsrisiko von Marathonläufern ist Mahnung zu konsequentem Sonnenschutz. Lästige Beschwerden sind durch Reibung an einem Kleidungsstück verursachte wunde Brustwarzen (Jogger’s nipple), Fußpilz und Blasenbildung.
Bei Marathon- und Langstreckenläufern kommt es häufig zu einem Anstieg von körpereigenen Substanzen im Blut, die üblicherweise mit einer strukturellen Schädigung des Herzens (z. B. kardiales Troponin) oder auch des Gehirns (S-100beta) in Zusammenhang gebracht werden. Diese Anstiege spiegeln in vielen Fällen nicht eine echte Schädigung von Herz oder Gehirn wider, sondern es liegt überwiegend eine Freisetzung aus der Skelettmuskulatur vor. Tatsächlich ergab sich kein Zusammenhang zwischen erhöhten Schadensmarkern und der Herzfunktion bei gesunden Marathonläufern. Eine Studie konnte echokardiographische Veränderungen der Herzfunktion bei untrainierten Marathonläufern nachweisen; die Ergebnisse dieser Studie werden kontrovers diskutiert.
Weiterhin werden in Medizinerkreisen Blutungen im Gastrointestinaltrakt beschrieben. Als Ursache für diese Blutungen werden Erschütterungen während des Laufens in Betracht gezogen, wie auch die Einnahme von nichtsteroidalen Antirheumatika (NSAR) vor und während des Laufes, um Muskel- und Skelettschmerzen vorzubeugen. Diese NSAR (Ibuprofen, Acetylsalicylsäure, …) beeinflussen die Blutgerinnung, indem die Thrombozytenfunktion beeinflusst wird. Diese Gefahr scheint vielen Läufern nicht bewusst zu sein. In medizinischer Fachliteratur werden Umfragen zitiert, die eine steigende Einnahmetendenz vermuten lassen.

## Rollstuhlfahrer, Handbikes und Inlineskates
Bei vielen Stadtmarathons und bei den Paralympischen Spielen werden zusätzlich zu der normalen Laufdisziplin seit den 1970er Jahren Wettkämpfe für Rennrollstuhlfahrer und seit den 2000er Jahren auch für Handbikefahrer angeboten. Während diese Disziplinen querschnittgelähmten Sportlern die Teilnahme an dem Marathonwettbewerb ermöglichen, wird als weitere Disziplin bei manchen Veranstaltungen auch ein Rennen für Inlineskater angeboten.

## Statistik

### Medaillengewinner der Olympischen Spiele

#### Männer
| Jahr | Goldmedaille         | Silbermedaille       | Bronzemedaille          |
| ---- | -------------------- | -------------------- | ----------------------- |
| 1896 | Spyridon Louis       | Charilaos Vasilakos  | Gyula Kellner           |
| 1900 | Michel Théato        | Émile Champion       | Ernst Fast              |
| 1904 | Thomas Hicks         | Albert Corey         | Arthur Newton           |
| 1906 | Billy Sherring       | John Svanberg        | William Frank           |
| 1908 | John Hayes           | Charles Hefferon     | Joseph Forshaw          |
| 1912 | Ken McArthur         | Christopher Gitsham  | Gaston Strobino         |
| 1920 | Hannes Kolehmainen   | Jüri Lossmann        | Valerio Arri            |
| 1924 | Albin Stenroos       | Romeo Bertini        | Clarence DeMar          |
| 1928 | Boughera El-Ouafi    | Manuel Plaza         | Martti Marttelin        |
| 1932 | Juan Carlos Zabala   | Sam Ferris           | Armas Toivonen          |
| 1936 | Son Kitei            | Ernie Harper         | Nan Shōryū              |
| 1948 | Delfo Cabrera        | Tom Richards         | Étienne Gailly          |
| 1952 | Emil Zátopek         | Reinaldo Gorno       | Gustaf Jansson          |
| 1956 | Alain Mimoun         | Franjo Mihalić       | Veikko Karvonen         |
| 1960 | Abebe Bikila         | Rhadi Ben Abdesselam | Barry Magee             |
| 1964 | Abebe Bikila         | Basil Heatley        | Kōkichi Tsuburaya       |
| 1968 | Mamo Wolde           | Kenji Kimihara       | Mike Ryan               |
| 1972 | Frank Shorter        | Karel Lismont        | Mamo Wolde              |
| 1976 | Waldemar Cierpinski  | Frank Shorter        | Karel Lismont           |
| 1980 | Waldemar Cierpinski  | Gerard Nijboer       | Satymkul Dschumanasarow |
| 1984 | Carlos Lopes         | John Treacy          | Charlie Spedding        |
| 1988 | Gelindo Bordin       | Douglas Wakiihuri    | Ahmed Salah             |
| 1992 | Hwang Young-cho      | Kōichi Morishita     | Stephan Freigang        |
| 1996 | Josia Thugwane       | Lee Bong-ju          | Erick Wainaina          |
| 2000 | Gezahegne Abera      | Erick Wainaina       | Tesfaye Tola            |
| 2004 | Stefano Baldini      | Meb Keflezighi       | Vanderlei de Lima       |
| 2008 | Samuel Kamau Wanjiru | Jaouad Gharib        | Tsegay Kebede           |
| 2012 | Stephen Kiprotich    | Abel Kirui           | Wilson Kipsang          |
| 2016 | Eliud Kipchoge       | Feyisa Lilesa        | Galen Rupp              |
| 2020 | Eliud Kipchoge       | Abdi Nageeye         | Bashir Abdi             |
| 2024 | Tamirat Tola         | Bashir Abdi          | Benson Kipruto          |

#### Frauen
| Jahr | Goldmedaille           | Silbermedaille        | Bronzemedaille   |
| ---- | ---------------------- | --------------------- | ---------------- |
| 1984 | Joan Benoit            | Grete Waitz           | Rosa Mota        |
| 1988 | Rosa Mota              | Lisa Martin           | Katrin Dörre     |
| 1992 | Walentina Jegorowa     | Yūko Arimori          | Lorraine Moller  |
| 1996 | Fatuma Roba            | Walentina Jegorowa    | Yūko Arimori     |
| 2000 | Naoko Takahashi        | Lidia Șimon           | Joyce Chepchumba |
| 2004 | Mizuki Noguchi         | Catherine Ndereba     | Deena Kastor     |
| 2008 | Constantina Tomescu    | Catherine Ndereba     | Zhou Chunxiu     |
| 2012 | Tiki Gelana            | Priscah Jeptoo        | Tatjana Petrowa  |
| 2016 | Jemima Jelagat Sumgong | Eunice Jepkirui Kirwa | Mare Dibaba      |
| 2020 | Peres Jepchirchir      | Brigid Kosgei         | Molly Seidel     |
| 2024 | Sifan Hassan           | Tigist Assefa         | Hellen Obiri     |

### Medaillengewinner der Weltmeisterschaften

#### Männer
| Jahr | Goldmedaille          | Silbermedaille       | Bronzemedaille          |
| ---- | --------------------- | -------------------- | ----------------------- |
| 1983 | Robert de Castella    | Kebede Balcha        | Waldemar Cierpinski     |
| 1987 | Douglas Wakiihuri     | Ahmed Salah          | Gelindo Bordin          |
| 1991 | Hiromi Taniguchi      | Ahmed Salah          | Steve Spence            |
| 1993 | Mark Plaatjes         | Luketz Swartbooi     | Bert van Vlaanderen     |
| 1995 | Martín Fiz            | Dionicio Cerón       | Luíz Antônio dos Santos |
| 1997 | Abel Antón            | Martín Fiz           | Steve Moneghetti        |
| 1999 | Abel Antón            | Vincenzo Modica      | Nobuyuki Satō           |
| 2001 | Gezahegne Abera       | Simon Biwott         | Stefano Baldini         |
| 2003 | Jaouad Gharib         | Julio Rey            | Stefano Baldini         |
| 2005 | Jaouad Gharib         | Christopher Isengwe  | Tsuyoshi Ogata          |
| 2007 | Luke Kibet Bowen      | Mubarak Hassan Shami | Viktor Röthlin          |
| 2009 | Abel Kirui            | Emmanuel Mutai       | Tsegay Kebede           |
| 2011 | Abel Kirui            | Vincent Kipruto      | Feyisa Lilesa           |
| 2013 | Stephen Kiprotich     | Lelisa Desisa        | Tadese Tola             |
| 2015 | Ghirmay Ghebreslassie | Yemane Tsegay        | Munyo Solomon Mutai     |
| 2017 | Geoffrey Kirui        | Tamirat Tola         | Alphonce Simbu          |
| 2019 | Lelisa Desisa         | Mosinet Geremew      | Amos Kipruto            |
| 2022 | Tamirat Tola          | Mosinet Geremew      | Bashir Abdi             |
| 2023 | Victor Kiplangat      | Maru Teferi          | Leul Gebresilase        |

#### Frauen
| Jahr | Goldmedaille          | Silbermedaille        | Bronzemedaille             |
| ---- | --------------------- | --------------------- | -------------------------- |
| 1983 | Grete Waitz           | Marianne Dickerson    | Raissa Katjukowa-Smechnowa |
| 1987 | Rosa Mota             | Soja Iwanowa          | Jocelyne Villeton          |
| 1991 | Wanda Panfil          | Sachiko Yamashita     | Katrin Dörre               |
| 1993 | Junko Asari           | Maria Manuela Machado | Tomoe Abe                  |
| 1995 | Maria Manuela Machado | Anuța Cătună          | Ornella Ferrara            |
| 1997 | Hiromi Suzuki         | Maria Manuela Machado | Lidia Șimon                |
| 1999 | Jong Song-ok          | Ari Ichihashi         | Lidia Șimon                |
| 2001 | Lidia Șimon           | Reiko Tosa            | Swetlana Sacharowa         |
| 2003 | Catherine Ndereba     | Mizuki Noguchi        | Masako Chiba               |
| 2005 | Paula Radcliffe       | Catherine Ndereba     | Constantina Tomescu        |
| 2007 | Catherine Ndereba     | Zhou Chunxiu          | Reiko Tosa                 |
| 2009 | Bai Xue               | Yoshimi Ozaki         | Aselefech Mergia           |
| 2011 | Edna Kiplagat         | Priscah Jeptoo        | Sharon Jemutai Cherop      |
| 2013 | Edna Kiplagat         | Valeria Straneo       | Kayoko Fukushi             |
| 2015 | Mare Dibaba           | Helah Kiprop          | Eunice Jepkirui Kirwa      |
| 2017 | Rose Chelimo          | Edna Kiplagat         | Amy Cragg                  |
| 2019 | Ruth Chepngetich      | Rose Chelimo          | Helalia Johannes           |
| 2022 | Gotytom Gebreslase    | Judith Jeptum Korir   | Lonah Chemtai Salpeter     |
| 2023 | Amane Beriso          | Gotytom Gebreslase    | Fatima Ezzahra Gardadi     |

Siehe auch
- Medaillengewinner bei Olympischen Spielen
- Medaillengewinner bei Weltmeisterschaften
- Medaillengewinnerinnen bei Olympischen Spielen
- Medaillengewinnerinnen bei Weltmeisterschaften

### Entwicklung der Weltbestzeiten und Weltrekorde
Die Internationale Leichtathletik-Föderation, World Athletics (bis 2019 IAAF), führt als Dachverband aller nationalen Sportverbände für Leichtathletik die Listen aller offiziellen Leichtathletik-Weltrekorde. Bei Straßenläufen wie dem Marathonlauf werden Weltrekordlisten erst seit dem 1. Januar 2004 geführt, nachdem man beim 44. IAAF-Kongress 2003 spezielle Kriterien für dessen Anerkennung festgelegt hatte. Dies war erforderlich, da bestimmte Laufstrecken aufgrund von Naturgegebenheiten schnelle Zeiten begünstigten. Die wichtigsten Regeln der IAAF hierzu besagen:
- Bei einer Trennung von Start und Ziel soll die Entfernung zwischen beiden Punkten auf einer theoretischen direkten Verbindungslinie gemessen nicht mehr als 50 % der Streckendistanz betragen (IAAF-Regel 260.28.b). Bei einem Marathonlauf wären dies 21 km. Die Regel soll verhindern, dass überwiegend in eine Richtung gelaufen wird, was möglicherweise einen Nutzen durch Windunterstützung (Rückenwind) und durch Streckenabschnitte mit leichtem Gefälle hätte bedeuten können.
- Zwischen Start und Ziel soll die Höhe nicht mehr als 0,1 % (1 m pro km) der Streckendistanz abnehmen (IAAF-Regel 260.28.c). Bei einem Marathonlauf wären dies 42 m. Die Regel soll verhindern, dass die Strecke insgesamt ein Gefälle aufweist, was möglicherweise die Laufgeschwindigkeit hätte erhöhen können.

Der erste offizielle Weltrekord wurde von Paul Tergat bereits im Jahr 2003 gelaufen und erhielt rückwirkende Anerkennung von der IAAF, da der Kongress mit den Beschlüssen zu den Weltrekordkriterien einen Monat vor Tergats Lauf abgehalten wurde.
In der Zeit vor der Regulierung durch die IAAF wurden die schnellsten Laufzeiten mit den Begriffen Weltbestleistung oder Weltbestzeit umschrieben. Für diese Zeiten gab es unterschiedliche Listen. Die wichtigsten Listen veröffentlichte die IAAF und die Vereinigung der Straßenlauf-Statistiker, Association of Road Running Statisticians (ARRS). Mit Ausnahme der von Khalid Khannouchi im Jahr 2002 gelaufenen Zeit beim London-Marathon haben und hatten alle diese Zeiten jedoch keinen offiziellen Charakter.

Entwicklung Marathonweltbestzeit bzw. -weltrekord gemäß der nachfolgenden Tabelle

Bei den von der IAAF und von der ARRS als Weltbestleistungen veröffentlichten Zeiten ist auffällig, dass diese teilweise bei Läufen erzielt wurden, deren Laufstrecken für eine heutige Anerkennung als Bestleistung bzw. Rekord nicht mehr den Regularien der IAAF entsprechen. Im Gegensatz dazu haben IAAF und ARRS einstweilen erzielte Bestzeiten, die auf regulären Strecken gelaufen wurden, aus nicht mehr nachvollziehbaren Gründen nicht in ihre Listen aufgenommen.
Nachfolgend sind die von IAAF und ARRS veröffentlichten Weltbestzeiten und Weltrekorde in einer einheitlichen Liste mit unterschiedlicher Kennzeichnung dargestellt.
| nur von der IAAF geführte Bestleistungen und Rekorde            |
| nur von der ARRS geführte Bestleistungen und Rekorde            |
| gemeinsam von IAAF und ARRS geführte Bestleistungen und Rekorde |

#### Männer

##### Inoffizielle Weltbestzeiten
| Zeit (h)  | Name                   | Datum      | Ort          | Bemerkungen |
| --------- | ---------------------- | ---------- | ------------ | --- |
| 2:55:18,4 | John Hayes             | 24.07.1908 | London       | Erster Lauf über 42,195 km bei den IV. Olympischen Spielen 1908. Erster im Ziel, Dorando Pietri in 2:54:46, wegen Inanspruchnahme fremder Hilfeleistung disqualifiziert.          |
| 2:52:45,4 | Robert Fowler          | 01.01.1909 | Yonkers      | Yonkers-Marathon, nach sieben Läufern im Ziel wegen undisziplinierter Zuschauer abgebrochen. Streckenlänge unklar.                                                                |
| 2:46:52,8 | James Clark            | 12.02.1909 | New York     | Brooklyn-Sea Gate Marathon, Wendepunktstrecke nach Coney Island und zurück |
| 2:46:04,6 | Albert Raines          | 08.05.1909 | New York     | Bronx-Marathon |
| 2:42:31,0 | Henry Barrett          | 26.05.1909 | London       | Polytechnic-Marathon, auf der Strecke der Olympischen Spiele von 1908 |
| 2:40:34,2 | Thure Johansson        | 31.08.1909 | Stockholm    | Idrottsparken Velodrome Marathon, 368 m lange Runden in einem Radstadion. |
| 2:38:16,2 | Harry Green            | 12.05.1913 | London       | Zwischenzeit bei einem Lauf im Stamford Bridge Stadion über 50 Meilen (80 km). |
| 2:36:06,6 | Alexis Ahlgren         | 31.05.1913 | London       | Polytechnic-Marathon, auf der Strecke der Olympischen Sommerspiele von 1908 |
| 2:32:35,8 | Hannes Kolehmainen     | 22.08.1920 | Antwerpen    | Lauf bei den VII. Olympischen Spielen 1920, Streckenlänge offiziell 42,75 km, nach Schätzung tatsächlich 40 km.                                                                   |
| 2:29:01,8 | Albert Michelsen       | 12.10.1925 | Port Chester | Port Chester-Marathon |
| 2:27:49,0 | Fusashige Suzuki       | 31.03.1935 | Tokio        | Wendepunktstrecke im Stadtbezirk Shinjuku mit Start/Ziel im Jingū Stadion. Der Kurs wurde eigens für Rekordläufe handvermessen.                                                   |
| 2:26:44,0 | Yasuo Ikenaka          | 03.04.1935 | Tokio        | Die Bestleistung wurde nur drei Tage nach dem Lauf von Suzuki auf derselben Strecke erzielt.                                                                                      |
| 2:26:42,0 | Son Kitei              | 03.11.1935 | Tokio        | Die Bestleistung wurde auf derselben Strecke erzielt, auf der Suzuki und Ikenaka ihre Zeiten zuvor erzielt hatten.                                                                |
| 2:29:20   | Son Kitei              | 09.08.1936 | Berlin       | Lauf bei den XI. Olympischen Spielen 1936 |
| 2:25:39   | Suh Yun-bok            | 19.04.1947 | Boston       | Boston-Marathon, Punkt-zu-Punkt-Strecke entspricht nicht IAAF-Regel 260.28.b. Nach ARRS Streckenlänge 41,1 km.                                                                    |
| 2:25:15   | Choi Yun-chil          | 28.10.1951 | Pusan        | Nach ARRS Streckenlänge 41,834 km. Löschung von der Liste der ARRS angekündigt.                                                                                                   |
| 2:20:42,2 | Jim Peters             | 14.06.1952 | London       | Polytechnic-Marathon, Punkt-zu-Punkt-Strecke von Windsor nach Chiswick entspricht nicht IAAF-Regel 260.28.b. Streckenlänge 42,337 km.                                             |
| 2:18:40,4 | Jim Peters             | 13.06.1953 | London       | Polytechnic-Marathon, Punkt-zu-Punkt-Strecke von Windsor nach Chiswick entspricht nicht IAAF-Regel 260.28.b                                                                       |
| 2:18:34,8 | Jim Peters             | 04.10.1953 | Turku        | Turku-Marathon, doppelte Wendepunktstrecke und zusätzlich 14 Stadionrunden |
| 2:17:39,4 | Jim Peters             | 26.06.1954 | London       | Polytechnic-Marathon, Punkt-zu-Punkt-Strecke von Windsor nach Chiswick entspricht nicht IAAF-Regel 260.28.b                                                                       |
| 2:18:04,8 | Paavo Kotila           | 12.08.1956 | Pieksämäki   | Lauf bei den 16. nationalen Finnischen Marathonmeisterschaften |
| 2:15:17,0 | Sergei Popow           | 24.08.1958 | Stockholm    | Lauf bei den VI. Europameisterschaften |
| 2:15:16,2 | Abebe Bikila           | 10.09.1960 | Rom          | Lauf bei den XVII. Olympischen Spielen 1960 |
| 2:15:15,8 | Tōru Terasawa          | 17.02.1963 | Beppu        | Beppu-Ōita-Marathon |
| 2:14:28   | Buddy Edelen           | 15.06.1963 | London       | Polytechnic-Marathon, Punkt-zu-Punkt-Strecke von Windsor nach Chiswick entspricht nicht IAAF-Regel 260.28.b                                                                       |
| 2:13:55   | Basil Heatley          | 13.06.1964 | London       | Polytechnic-Marathon, Punkt-zu-Punkt-Strecke von Windsor nach Chiswick entspricht nicht IAAF-Regel 260.28.b                                                                       |
| 2:14:43   | Brian Kilby            | 06.07.1964 | Port Talbot  | Lauf bei den offenen Walisischen Marathonmeisterschaften |
| 2:12:11,2 | Abebe Bikila           | 21.10.1964 | Tokio        | Lauf bei den XVIII. Olympischen Spielen 1964 |
| 2:12:00   | Morio Shigematsu       | 12.06.1965 | London       | Polytechnic-Marathon, Punkt-zu-Punkt-Strecke von Windsor nach Chiswick entspricht nicht IAAF-Regel 260.28.b                                                                       |
| 2:09:36,4 | Derek Clayton          | 03.12.1967 | Fukuoka      | Fukuoka-Marathon |
| 2:08:33,6 | Derek Clayton          | 30.05.1969 | Antwerpen    | Antwerpen-Marathon, Zwei-Runden-Strecke. Nach ARRS Streckenlänge 41,7 km. |
| 2:09:28,8 | Ron Hill               | 23.07.1970 | Edinburgh    | Lauf bei den British Commonwealth Games 1970 |
| 2:09:12   | Ian Thompson           | 31.01.1974 | Christchurch | Lauf bei den British Commonwealth Games 1974 |
| 2:09:05,6 | Shigeru Sō             | 05.02.1978 | Beppu        | Beppu-Ōita-Marathon |
| 2:09:01   | Gerard Nijboer         | 26.04.1980 | Amsterdam    | Amsterdam-Marathon |
| 2:08:18   | Robert de Castella     | 06.12.1981 | Fukuoka      | Fukuoka-Marathon |
| 2:08:05   | Steve Jones            | 21.10.1984 | Chicago      | Chicago-Marathon |
| 2:07:12   | Carlos Lopes           | 20.04.1985 | Rotterdam    | Rotterdam-Marathon |
| 2:06:50   | Belayneh Dinsamo       | 17.04.1988 | Rotterdam    | Rotterdam-Marathon |
| 2:06:05   | Ronaldo da Costa       | 20.09.1998 | Berlin       | Berlin-Marathon |
| 2:05:42   | Khalid Khannouchi      | 24.10.1999 | Chicago      | Chicago-Marathon |
| 2:03:02   | Geoffrey Kiprono Mutai | 18.04.2011 | Boston       | Die Laufstrecke des Boston-Marathons hat ein Gefälle von 136,29 Metern und ist deshalb für Rekordanerkennungen durch die IAAF nicht geeignet.                                     |
| 2:00:25   | Eliud Kipchoge         | 06.05.2017 | Monza        | Auf der Rennstrecke in Monza für „Breaking2“. Weltrekord wird nicht vom Leichtathletikweltverband IAAF offiziell anerkannt, da die Tempomacher regelmäßig gewechselt worden sind. |
| 1:59:40   | Eliud Kipchoge         | 12.10.2019 | Wien         | „INEOS 1:59 Challenge“ in Wien. Weltrekord wird nicht vom Leichtathletikweltverband IAAF offiziell anerkannt, da die Tempomacher regelmäßig gewechselt worden sind.               |

##### Offizielle Weltbestzeiten
| Zeit (h) | Name              | Datum      | Ort    | Bemerkungen                                              |
| -------- | ----------------- | ---------- | ------ | -------------------------------------------------------- |
| 2:05:38  | Khalid Khannouchi | 14.04.2002 | London | London-Marathon, erste offiziell anerkannte Weltbestzeit |

##### Offizielle Weltrekorde
| Zeit (h) | Name               | Datum      | Ort     | Bemerkungen                                              |
| -------- | ------------------ | ---------- | ------- | -------------------------------------------------------- |
| 2:04:55  | Paul Tergat        | 28.09.2003 | Berlin  | Berlin-Marathon, erster offiziell anerkannter Weltrekord |
| 2:04:26  | Haile Gebrselassie | 30.09.2007 | Berlin  | Berlin-Marathon                                          |
| 2:03:59  | Haile Gebrselassie | 28.09.2008 | Berlin  | Berlin-Marathon                                          |
| 2:03:38  | Patrick Makau      | 25.09.2011 | Berlin  | Berlin-Marathon                                          |
| 2:03:23  | Wilson Kipsang     | 29.09.2013 | Berlin  | Berlin-Marathon                                          |
| 2:02:57  | Dennis Kimetto     | 28.09.2014 | Berlin  | Berlin-Marathon                                          |
| 2:01:39  | Eliud Kipchoge     | 16.09.2018 | Berlin  | Berlin-Marathon                                          |
| 2:01:09  | Eliud Kipchoge     | 25.09.2022 | Berlin  | Berlin-Marathon                                          |
| 2:00:35  | Kelvin Kiptum      | 08.10.2023 | Chicago | Chicago-Marathon                                         |

#### Frauen

##### Inoffizielle Weltbestzeiten
| Zeit (h)  | Name                | Datum      | Ort           | Bemerkungen |
| --------- | ------------------- | ---------- | ------------- | --- |
| 3:40:22   | Violet Piercy       | 03.10.1926 | London        | Allgemein wird dieser Lauf als erste offizielle Zeitnahme einer Frau im Marathonlauf angesehen, doch wegen Widersprüchen bei den historischen Fakten bestehen Zweifel an der Glaubwürdigkeit.                                                                                         |
| 3:37:07   | Merry Lepper        | 16.12.1963 | Culver City   | Western Hemisphere Marathon, Lepper beteiligte sich wegen des Startverbots für Frauen heimlich, blieb aber unerkannt. Nach ARRS Strecke zu kurz. |
| 3:27:45   | Dale Greig          | 23.05.1964 | Ryde          | Isle-of-Wight-Marathon, erste allgemein unumstrittene Weltbestzeit einer Frau. Trotz Startverbot für Frauen erlaubte man Greig die Teilnahme, sie musste jedoch 5 Minuten vor dem Feld starten und wurde ständig von Sanitätern begleitet.                                            |
| 3:19:33   | Mildred Sampson     | 21.07.1964 | Auckland      | Es bestehen Widersprüche bei den historischen Fakten hinsichtlich Datum (auch 16.08.1964) und Veranstaltung. |
| 3:15:22,8 | Maureen Wilton      | 06.05.1967 | Toronto       | Canadian Eastern Championships (ostkanadische Meisterschaften), offiziell genehmigte Teilnahme der erst 13-jährigen Wilton, die hier ihren ersten Marathonlauf absolvierte. |
| 3:07:26,2 | Anni Pede-Erdkamp   | 16.09.1967 | Waldniel      | Der von Ernst van Aaken organisierte Marathonlauf sollte trotz allgemeinem Startverbot für Frauen den Beweis erbringen, dass der Langstreckenlauf auch für Frauen geeignet ist. Pede-Erdkamp musste 30 Meter hinter dem Feld starten und belegte im Gesamtergebnis den dritten Platz. |
| 3:02:53   | Caroline Walker     | 28.02.1970 | Seaside       | Trail’s End Marathon. Für die erst 16-jährige Walker war es der erste und einzige Marathonlauf, von ihrer Weltbestzeit erfuhr sie erst Tage später. |
| 3:01:42   | Beth Bonner         | 09.05.1971 | Philadelphia  | AAU Eastern Regional Championships (regionale Meisterschaften der Amerikanischen Amateursport-Vereinigung), die Meisterschaften waren für Frauen nicht ausgeschrieben, dennoch durfte die erst 18-jährige Bonner inoffiziell teilnehmen.                                              |
| 2:55:22   | Beth Bonner         | 19.09.1971 | New York City | New-York-City-Marathon. 20 Tage zuvor lief die Australierin Adrienne Beames mit 2:46:30 in ihrer Heimat eine Zeit unter 3 Stunden, die jedoch wegen erheblicher Zweifel von keinem Verband anerkannt wurde.                                                                           |
| 2:49:40   | Cheryl Bridges      | 05.12.1971 | Culver City   | Western Hemisphere Marathon, im zweiten Jahr offiziell für Frauen zugänglich. |
| 2:46:37   | Miki Gorman         | 02.12.1973 | Culver City   | Western Hemisphere Marathon, Gorman lief als 38-Jährige ihren ersten offiziellen Marathon. |
| 2:46:24   | Chantal Langlacé    | 27.10.1974 | Neuf-Brisach  | Neuf-Brisach-Marathon |
| 2:43:54,5 | Jacqueline Hansen   | 01.12.1974 | Culver City   | Western Hemisphere Marathon |
| 2:42:42   | Liane Winter        | 21.04.1975 | Boston        | Boston-Marathon, Punkt-zu-Punkt-Strecke entspricht nicht IAAF-Regel 260.28.b. |
| 2:40:15,8 | Christa Vahlensieck | 03.05.1975 | Dülmen        | Dülmen-Marathon, Vahlensieck hatte 35 Minuten Vorsprung auf die nächste Läuferin. |
| 2:38:19   | Jacqueline Hansen   | 12.10.1975 | Eugene        | Oregon-Track-Club-Marathon |
| 2:35:15,4 | Chantal Langlacé    | 01.05.1977 | Oiartzun      | offene Spanische Marathonmeisterschaften |
| 2:34:47,5 | Christa Vahlensieck | 10.09.1977 | Berlin        | Deutsche Marathonmeisterschaften, parallel zum Berlin-Marathon ausgetragen. |
| 2:32:30   | Grete Waitz         | 22.10.1978 | New York City | New-York-City-Marathon 1978, nach ARRS Streckenlänge 42,044 km. |
| 2:27:33   | Grete Waitz         | 21.10.1979 | New York City | New-York-City-Marathon 1979, nach ARRS Streckenlänge 42,044 km. |
| 2:31:23   | Joan Benoit         | 03.02.1980 | Auckland      | Choysa International Marathon, die Zeit wird bis in die Gegenwart als Veranstaltungsrekord für den Auckland-Marathon geführt. |
| 2:30:58   | Patti Catalano      | 06.09.1980 | Montreal      | Lauf der Elite einen Tag vor dem offiziellen Montreal-Marathon. |
| 2:25:42   | Grete Waitz         | 26.10.1980 | New York City | New-York-City-Marathon, nach ARRS Streckenlänge 42,044 km. |
| 2:30:27   | Joyce Smith         | 16.11.1980 | Tokio         | Tokyo International Women’s Marathon |
| 2:29:57   | Joyce Smith         | 29.03.1981 | London        | London-Marathon 1981 |
| 2:29:02   | Charlotte Teske     | 16.01.1982 | Miami         | Miami-Orange-Bowl-Marathon |
| 2:26:12   | Joan Benoit         | 12.09.1982 | Eugene        | Oregon-Track-Club-Marathon |
| 2:25:28   | Grete Waitz         | 17.04.1983 | London        | London-Marathon 1983 |
| 2:22:43   | Joan Benoit         | 18.04.1983 | Boston        | Boston-Marathon, Punkt-zu-Punkt-Strecke entspricht nicht IAAF-Regel 260.28.b. |
| 2:24:26   | Ingrid Kristiansen  | 13.05.1984 | London        | London-Marathon 1984 |
| 2:21:06   | Ingrid Kristiansen  | 21.04.1985 | London        | London-Marathon 1985 |
| 2:20:47   | Tegla Loroupe       | 19.04.1998 | Rotterdam     | Rotterdam-Marathon |
| 2:20:43   | Tegla Loroupe       | 26.09.1999 | Berlin        | Berlin-Marathon 1999 |
| 2:19:46   | Naoko Takahashi     | 30.09.2001 | Berlin        | Berlin-Marathon 2001 |
| 2:18:47   | Catherine Ndereba   | 07.10.2001 | Chicago       | Chicago-Marathon 2001 |

##### Offizielle Weltrekorde
| Zeit (h) | Name             | Datum      | Ort     | Bemerkungen                                                    |
| -------- | ---------------- | ---------- | ------- | -------------------------------------------------------------- |
| 2:17:18  | Paula Radcliffe  | 13.10.2002 | Chicago | Chicago-Marathon 2002, erster offiziell anerkannter Weltrekord |
| 2:15:25  | Paula Radcliffe  | 13.04.2003 | London  | London-Marathon 2003                                           |
| 2:14:04  | Brigid Kosgei    | 13.10.2019 | Chicago | Chicago-Marathon 2019                                          |
| 2:11:53  | Tigist Assefa    | 24.09.2023 | Berlin  | Berlin-Marathon 2023                                           |
| 2:09:56  | Ruth Chepngetich | 13.10.2024 | Chicago | Chicago-Marathon 2024                                          |

### Weltbestenliste

#### Männer
Alle Läufer mit Bestzeiten von 2:04:23 h und schneller. Letzte Veränderung: 1. Dezember 2024
1. 2:00:35 h  Kelvin Kiptum, Chicago, 8. Oktober 2023
2. 2:01:09 h  Eliud Kipchoge, Berlin, 25. September 2022
3. 2:01:41 h  Kenenisa Bekele, Berlin, 29. September 2019
4. 2:01:48 h  Sisay Lemma, Valencia, 3. Dezember 2023
5. 2:02:05 h  Sabastian Sawe, Valencia, 1. Dezember 2024
6. 2:02:16 h  Benson Kipruto, Tokio, 3. März 2024
7. 2:02:38 h  Deresa Geleta, Valencia, 1. Dezember 2024
8. 2:02:44 h  John Korir, Chicago, 13. Oktober 2024
9. 2:02:48 h  Birhanu Legese, Berlin, 29. September 2019
10. 2:02:55 h  Mosinet Geremew, London, 28. April 2019
11. 2:02:55 h  Timothy Kiplagat, Tokio, 3. März 2024
12. 2:02:57 h  Dennis Kipruto Kimetto, Berlin, 28. September 2014
13. 2:02:57 h  Titus Ekiru, Mailand, 16. Mai 2021
14. 2:03:00 h  Evans Chebet, Valencia, 6. Dezember 2020
15. 2:03:00 h  Gabriel Geay, Valencia, 4. Dezember 2022
16. 2:03:04 h  Lawrence Cherono, Valencia, 6. Dezember 2020
17. 2:03:11 h  Alexander Mutiso Munyao, Valencia, 3. Dezember 2023
18. 2:03:13 h  Emmanuel Kipchirchir Mutai, Berlin, 28. September 2014
19. 2:03:13 h  Amos Kipruto, Tokio, 6. März 2022
20. 2:03:13 h  Wilson Kipsang, Berlin, 25. September 2016
21. 2:03:13 h  Vincent Kipkemoi Ngetich, Berlin, 24. September 2023
22. 2:03:16 h  Mule Wasihun, London, 28. April 2019
23. 2:03:17 h  Milkesa Mengesha, Berlin, 29. September 2024
24. 2:03:22 h  Cybrian Kotut, Berlin, 29. September 2024
25. 2:03:24 h  Tadese Takele, Berlin, 24. September 2023
26. 2:03:31 h  Haymanot Alew, Berlin, 29. September 2024
27. 2:03:34 h  Getaneh Molla, Dubai, 25. Januar 2019
28. 2:03:36 h  Bashir Abdi, Rotterdam, 24. Oktober 2021 (Europarekord)
29. 2:03:37 h  Stephen Kiprop, Berlin, 29. September 2024
30. 2:03:38 h  Patrick Makau Musyoki, Berlin, 25. September 2011
31. 2:03:39 h  Tamirat Tola, Amsterdam, 17. Oktober 2021
32. 2:03:40 h  Herpasa Negasa, Dubai, 25. Januar 2019
33. 2:03:46 h  Guye Adola Idemo, Berlin, 24. September 2017
34. 2:03:47 h  Morhad Amdouni, Sevilla, 18. Februar 2024
35. 2:03:48 h  Dawit Wolde, Valencia, 3. Dezember 2023
36. 2:03:51 h  Stanley Kipleting Biwott, London, 24. April 2016
37. 2:03:51 h  Kinde Atanaw, Valencia, 1. Dezember 2019
38. 2:03:55 h  Reuben Kiprop Kipyego, Mailand, 16. Mai 2021
39. 2:03:59 h  Haile Gebrselassie, Berlin, 28. September 2008
40. 2:04:02 h  Leul Gebresilase, Dubai, 26. Januar 2018
41. 2:04:04 h  Marius Kipserem, Rotterdam, 24. Oktober 2021
42. 2:04:06 h  Asefa Mengstu, Dubai, 26. Januar 2018
43. 2:04:09 h  Bernard Kiprop Koech, Amsterdam, 17. Oktober 2021
44. 2:04:15 h  Geoffrey Kiprono Mutai, Berlin, 30. September 2012
45. 2:04:16 h  Kaan Kigen Özbilen, Valencia, 1. Dezember 2019
46. 2:04:17 h  Barnabas Kiptum, Mailand, 16. Mai 2021
47. 2:04:18 H  Joshua Belet, Amsterdam, 15. Oktober 2023
48. 2:04:21 h  Elisha Rotich, Paris, 17. Oktober 2021
49. 2:04:22 h  Ronald Korir, Berlin, 24. September 2023
50. 2:04:23 h  Ayele Abshero, Dubai, 27. Januar 2012
51. 2:04:23 h  Geoffrey Kamworor, London, 23. April 2023

- Schweizer Rekord: Tadesse Abraham – 2:04:40 h, 1. Dezember 2024 in Valencia
- deutscher Rekord: Samuel Fitwi Sibhatu – 2:04:56 h, 1. Dezember 2024 in Valencia
- österreichischer Rekord: Aaron Gruen – 2:09:53 h, 30. März 2025 in Congers

##### Schnellste Zeiten auf nicht rekordkonformer Strecke
Nach den Rekordanerkennungsregeln der World Athletics bis 2019 IAAF darf ein Marathon ein maximales Gefälle von 42 Metern aufweisen. Des Weiteren dürfen Start und Ziel nicht weiter als 21,1 km auseinanderliegen.
Die Laufstrecke des Boston-Marathons hat ein Gefälle von 136,29 Metern und ist deshalb für Rekordanerkennungen durch die IAAF nicht geeignet.
1. 2:03:02 h  Geoffrey Kiprono Mutai, Boston, 18. April 2011
2. 2:03:06 h  Moses Cheruiyot Mosop, Boston, 18. April 2011

##### Projekt „Breaking2“
Am 6. Mai 2017 versuchten Eliud Kipchoge (Kenia), Zersenay Tadese (Eritrea) und Lelisa Desisa (Äthiopien) auf dem Autodromo Nazionale di Monza in Italien erstmals die 2-Stunden-Marke im Marathon zu unterbieten. Das von Nike gesponserte Projekt war nicht erfolgreich. Kipchoge erreichte das Ziel in 2:00:25 h. Die IAAF erkannte die erzielte Zeit nicht als offiziellen Weltrekord an, da wesentliche Punkte der Regularien nicht eingehalten wurden: So wurden 18 Schrittmacher in 6 Gruppen wiederholt ausgetauscht. Gemäß Regularien müssen die Schrittmacher von Beginn an mitlaufen, und überrundete Schrittmacher müssen alleine laufen. Ebenso ist die Verpflegung von Fahrzeugen aus nicht erlaubt, damit eine Bestzeit als Weltrekord anerkannt wird.

##### INEOS 1:59 Challenge in Wien
In einem von INEOS gesponserten zweiten Versuch mit Eliud Kipchoge gelang es am 12. Oktober 2019 in Wien, die Marathondistanz in 1:59:41 zu laufen. Aufgrund verschiedener, teils schon oben erwähnter Gründe (wechselnde Schrittmacher, nicht-öffentliche Veranstaltung) wird die Zeit wiederum nicht als Marathon-Weltrekord anerkannt. Gestartet wurde auf der Reichsbrücke, wodurch ein Gefälle von 24 Metern entstand. In der geraden Praterhauptallee wurden 4,4 Runden mit insgesamt nur 12 m Steigung gelaufen; eine reine Bergab-Strecke mit durchschnittlich 1 m Gefälle pro Kilometer wäre für einen offiziellen Rekord erlaubt gewesen. Sportwissenschaftler kalkulierten per Computersimulation 0,11 % Energiemehraufwand oder ca. 4,5 Sekunden extra Laufzeitaufwand – Aufwand für Kurvenlaufen beim Richtungswechsel gegen Gewinn durch Bergablaufen bilanzierend – gegenüber einer völlig geradlinigen und ebenen Strecke. Angestrebt wurde eine Temperatur von 7–14 °C bei weniger als 80 % Luftfeuchte.
Der Veranstalter asphaltierte die Laufstrecke teils neu, die Wendekurven an den Enden der Geraden wurden wie auf einer Radrennbahn nach innen geneigt, und wiederum sorgte ein Team aus Schrittmachern für ein ideales Tempo. Ebenso fuhr ein Auto voraus, welches die Zeit anzeigte und als Hilfe Linien auf den Boden projizierte. 35 Schrittmacher – Gruppen von jeweils sieben, die fünfmal ausgewechselt wurden – begleiteten Eliud Kipchoge.

#### Frauen
Alle Läuferinnen mit Bestzeiten von 2:18:51 h und schneller. Letzte Veränderung: 12. Januar 2025
1. 2:09:56 h  Ruth Chepngetich, Chicago, 13. Oktober 2024
2. 2:11:53 h  Tigist Assefa, Berlin, 24. September 2023
3. 2:13:44 h  Sifan Hassan, Chicago, 8. Oktober 2023 (Europarekord)
4. 2:14:04 h  Brigid Kosgei, Chicago, 13. Oktober 2019
5. 2:14:58 h  Amane Beriso, Valencia, 4. Dezember 2022
6. 2:15:25 h  Paula Radcliffe, London, 13. April 2003
7. 2:15:51 h  Worknesh Degefa, Valencia, 3. Dezember 2023
8. 2:15:55 h  Sutume Asefa Kebede, Tokio, 3. März 2024
9. 2:16:07 h  Tigist Ketema, Dubai, 7. Januar 2024
10. 2:16:14 h  Rosemary Wanjiru, Tokio, 3. März 2024
11. 2:16:16 h  Peres Jepchirchir, London, 21. April 2024 (WRwo)
12. 2:16:22 h  Almaz Ayana, Valencia, 3. Dezember 2023
13. 2:16:34 h  Megertu Alemu, London, 21. April 2024
14. 2:16:49 h  Letesenbet Gidey, Valencia, 4. Dezember 2022
15. 2:16:56 h  Tsehay Gemechu, Tokio, 5. März 2023
16. 2:17:01 h  Mary Keitany, London, 23. April 2017
17. 2:17:23 h  Yalemzerf Yehualaw, Hamburg, 24. April 2022
18. 2:17:23 h  Joyciline Jepkosgei, Chicago, 8. Oktober 2023
19. 2:17:29 h  Sheila Chepkirui, Valencia, 4. Dezember 2022
20. 2:17:36 h  Tadu Teshome, Valencia, 4. Dezember 2022
21. 2:17:45 h  Lonah Chemtai Salpeter, Tokio, 1. März 2020
22. 2:17:51 h  Irine Chepet Cheptai, Chicago, 13. Oktober 2024
23. 2:17:56 h  Tirunesh Dibaba, London, 23. April 2017
24. 2:17:57 h  Angela Tanui, Amsterdam, 17. Oktober 2021
25. 2:17:58 h  Ashete Bekere, Tokio, 6. März 2022
26. 2:17:58 h  Degitu Azimeraw, London, 3. Oktober 2021
27. 2:17:59 h  Hiwot Gebrekidan, Valencia, 3. Dezember 2023
28. 2:18:03 h  Tigist Abayechew, Berlin, 25. September 2022
29. 2:18:04 h  Joan Chelimo Melly, Seoul, 17. April 2022
30. 2:18:05 h  Genzebe Dibaba, Amsterdam, 16. Oktober 2022
31. 2:18:09 h  Ruti Aga, Dongying, 22. Oktober 2023
32. 2:18:11 h  Gladys Cherono, Berlin, 16. September 2018
33. 2:18:11 h  Gotytom Gebreslase, Eugene, 18. Juli 2022
34. 2:18:11 h  Fancy Chemutai, Valencia, 4. Dezember 2022
35. 2:18:20 h  Judith Jeptum Korir, Eugene, 18. Juli 2022
36. 2:18:21 h  Meseret Belete, Amsterdam, 15. Oktober 2023
37. 2:18:25 h  Winfridah Moraa Mosetti, Hamburg, 28. April 2024
38. 2:18:26 h  Stella Chesang, Valencia, 1. Dezember 2024
39. 2:18:27 h  Bedatu Hirpa, Dubai, 12. Januar 2025
40. 2:18:29 h  Emily Sisson, Chicago, 9. Oktober 2022
41. 2:18:30 h  Roza Dereje, Valencia, 1. Dezember 2019
42. 2:18:31 h  Vivian Cheruiyot, London, 22. April 2018
43. 2:18:32 h  Dera Dida, Dubai, 12. Januar 2025
44. 2:18:33 h  Azmera Abreha, Valencia, 1. Dezember 2019
45. 2:18:35 h  Birhane Dibaba, Tokio, 1. März 2020
46. 2:18:35 h  Tiruye Mesfin, Valencia, 1. Dezember 2024
47. 2:18:41 h  Magdalena Shauri, Berlin, 24. September 2023
48. 2:18:47 h  Catherine Ndereba, Chicago, 7. Oktober 2001
49. 2:18:48 h  Mestawot Fikir, Berlin, 29. September 2024
50. 2:18:51 h  Workenesh Edesa, Berlin, 25. September 2022

- deutscher Rekord: Irina Mikitenko – 2:19:19 h, Berlin, 28. September 2008
- Schweizer Rekord: Fabienne Schlumpf – 2:24:30 h, Valencia, 3. Dezember 2023
- österreichischer Rekord: Julia Mayer – 2:26:43 h, Valencia, 3. Dezember 2023

##### Schnellste Zeiten auf nicht rekordkonformer Strecke
Nach den Rekordanerkennungsregeln der IAAF darf ein Marathon ein maximales Gefälle von 42 Metern aufweisen. Des Weiteren dürfen Start und Ziel nicht weiter als 21,1 km auseinanderliegen.
Die Laufstrecke des Boston-Marathons hat ein Gefälle von 136,29 Metern und ist deshalb für Rekordanerkennungen durch die IAAF nicht geeignet.
1. 2:18:57 h  Rita Jeptoo, Boston, 21. April 2014
2. 2:19:59 h  Bizunesh Deba, Boston, 21. April 2014

## Marathon als Teil in kombinierenden Sportarten
Beim Langdistanz-Triathlon schließt sich an 3,86 Kilometer Schwimmen und 180 Kilometer Radfahren ein Marathon an. Auch ein Duathlon kann Läufe über die Marathondistanz einschließen. Einige wenige Ultramarathon-Läufe haben als Laufdistanz ein ganzzahliges Vielfaches der Marathondistanz.

## Superlative und wichtige Eckdaten
- In mehreren Ländern haben sich „100 Marathon Clubs“ gegründet, die als Vollmitglieder nur solche Läufer aufnehmen, die mindestens 100 Marathonläufe absolviert haben, so der 100 MC U.K. & Ireland, Japan, Deutschland, Finnland, Norwegen, Tschechien, Australien, Niederlande, Nordamerika, Slowakei, (Süd-)Korea, Bosnien und Österreich (in chronologischer Reihenfolge ihrer Gründung). Irland hat zwischenzeitlich einen eigenen 100MC gegründet, wird also nicht mehr vom britischen 100MC mitvertreten. Weltweit jüngstes Mitglied ist Markus Korölus (Freiburg/Elbe), der dieses Beitrittskriterium bereits im Alter von 20 Jahren erreichte.[52]
- Ende 2019 waren 35 Personen bekannt, die in ihrem Leben mehr als 1000 Marathonläufe gelaufen sind. Angeführt wird die Statistik von Christian Hottas (Hamburg) mit 3210 Marathons und Ultramarathons bei den Männern und von Sigrid Eichner (Berlin) mit 2332 Marathons und Ultramarathons bei den Frauen (Stand: 30. Juni 2023).[52] Christian Hottas hatte am 3. August 2011 den Hamburger Horst Preisler als Weltranglistenersten abgelöst und lief am 5. Mai 2013 beim TUI Marathon Hannover als erster Mensch seinen 2000. Marathon, wobei ihn mehr als 80 Lauffreunde aus elf Nationen als „Eskorte 2000“ begleiteten, darunter acht Vorstandsmitglieder der 100 Marathon Clubs U.K., Nordamerika, Dänemark, Deutschland, Österreich (vertreten durch Anton Reiter) und Italien.[53] Am 4. Dezember 2016 lief er ebenfalls in Hannover in einem eigens zu diesem Jubiläum organisierten Marathon seinen 2500. Marathon. Am 6. Juni 2021 finishte er in Amelinghausen (Niedersachsen) (wiederum als erster Mensch überhaupt) seinen 3000. Marathon.[54] Horst Preisler, der die Weltrangliste seit 1995 angeführt hatte, wird mit 1806 Marathons und Ultras inzwischen auf Rang 6 in der Welt geführt.
- In Österreich liegt gegenwärtig (Stand: 31. Jänner 2020) Gerhard Wally mit 673 Marathons an der Spitze, gefolgt von Anton Reiter (412) und Ernst Fink (258). Reiter ist zudem österreichischer Marathonjahressammler-Rekordhalter mit 54 Marathons und einem Ultramarathon aus dem Jahre 2013.[55]
- Zum „2500. Geburtstag“ des Marathonlaufs fand am 31. Oktober 2010 auf der klassischen Strecke Marathon–Athen ein Jubiläumslauf statt.[56]
- Am 4. November 2016 fand in Bamiyan bis auf 3000 Meter Meereshöhe am Umkehrpunkt ein Marathonlauf mit internationaler Beteiligung statt, an dem erstmals für Afghanistan weibliche Sportler – rund 100 von 250 Teilnehmern – vertreten waren.[57]
- Der seinerzeit höchstgelegene Bergmarathon Europas fand am 25. Juli 2015 als neue Variante S42 – Rundkurs Davos-Dischma-Sertig-Davos beim 30. Swissalpine Marathon Davos statt.[58]
- Höhenmeter: Siehe Bergmarathon

## Kulturelle Perspektive

### Spielfilm
Zahlreiche Spielfilme zeigen Hauptfiguren, die Marathonläufer sind, darunter:
- Der Marathon-Mann, USA 1976, mit Dustin Hoffman
- Running, Kanada 1979, mit Michael Douglas
- Steve Prefontaine – Der Langstreckenläufer, USA 1997, mit Jared Leto
- Grenzenlos, USA 1998, mit Billy Crudup
- Saint Ralph, Kanada 2004, mit Adam Butcher
- Run, Fatboy, Run, UK 2007, mit Simon Pegg
- Sein letztes Rennen, D 2013, mit Dieter Hallervorden

### Dokumentarfilm
- I Want to Run – Das härteste Rennen der Welt, D 2012, von Achim Michael Hasenberg, Kinodokumentarfilm, 92 Minuten